# José Rodrigues Duarte
José Rodrigues Duarte (Araxá, 19 de março de 1936) é um advogado e político brasileiro do estado de Minas Gerais.
José Duarte foi vereador e prefeito em sua cidade natal e presidente da CARPE. Foi também deputado estadual constituinte de Minas Gerais na 11ª legislatura (1987-1991), pelo PFL.